# Disputa sobre el nombre de la India

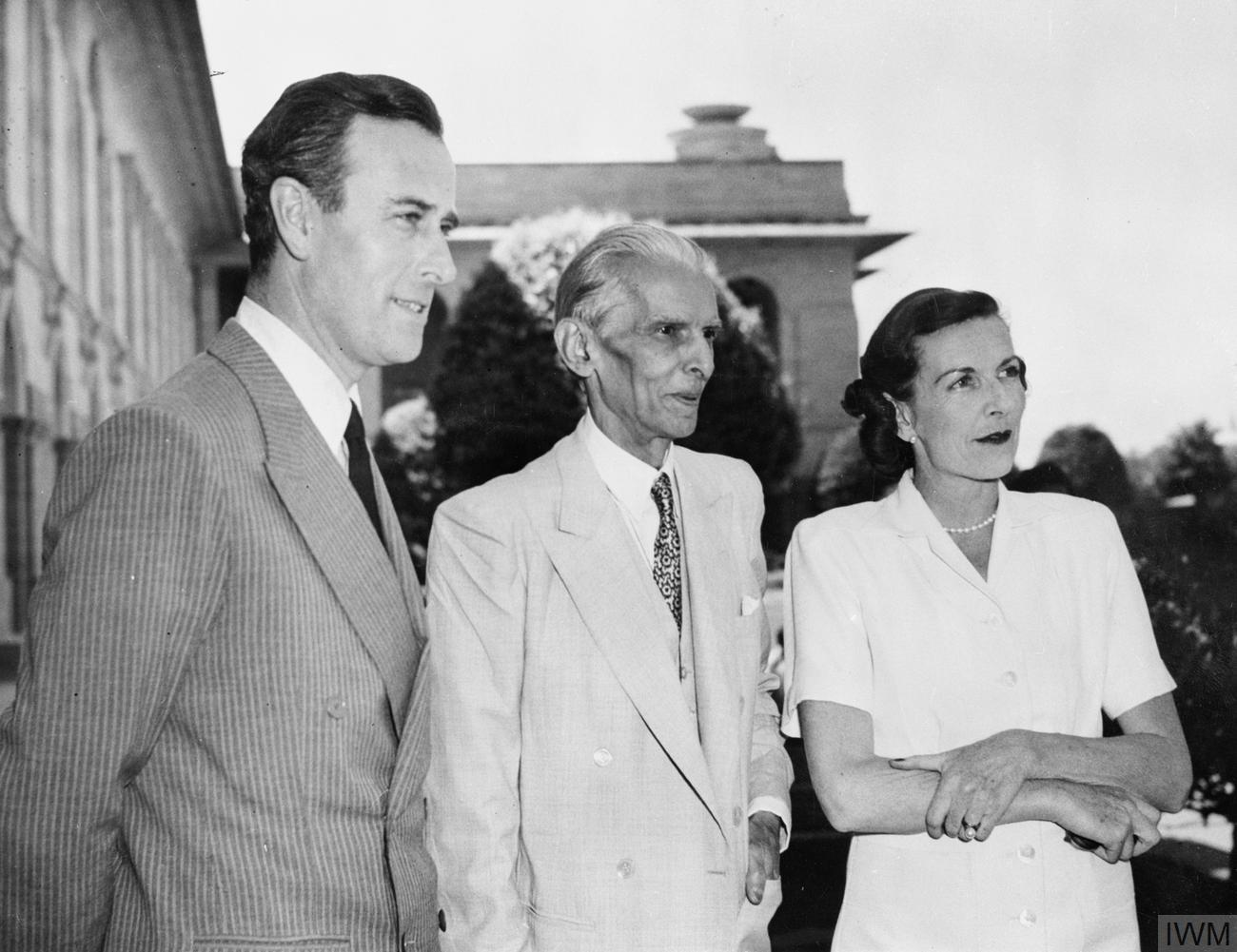
El Virrey de la India: Lord y Lady Mountbatten se reúnen con el Sr. Mohammed Ali Jinnah, uno de los padres fundadores de Pakistán.

La disputa por el nombre de la India en 1947 se refiere a la discusión sobre el uso del nombre India durante y después de la partición del Raj británico, entre los países de Pakistán y la República de la India. En esta disputa participaron figuras clave como Lord Mountbatten, último Virrey del Raj británico, y Muhammad Ali Jinnah, líder de la Liga Musulmana y fundador de Pakistán. Los líderes políticos y estadistas que participaron en el éxito del movimiento político, tras la firma de la Resolución de Pakistán, que condujo al establecimiento y creación del Pakistán independiente en agosto de 1947, son todos considerados los Fundadores de Pakistán (Bāniyān-e-Pākistān). A Muhammad Ali Jinnah se le da el título de Padre de la Nación y se le considera una de las figuras más importantes.  En 1947, el Raj británico iba a dividirse en dos nuevos estados-nación: el Hindustán y el Pakistán. Bharat' es uno de los dos nombres oficiales de la moderna República de la India. Hindustán es también un término no oficial utilizado dentro del país. Hindustán no debe confundirse con la región histórica de Hindostán, utilizada por los gobernantes musulmanes para referirse a la mayor parte del subcontinente indio. Para Jinnah y la Mahasabha hindú, Hindustán significaba simplemente la "Tierra de los hindúes", ya que la India se formó como una nación de mayoría hindú.  En un principio, Jinnah estaba convencido de que el Indostán no utilizaría el término India, ya que carecía de pedigrí indígena, etimológicamente e históricamente India significaba el Valle del Indo (actual Pakistán). Para Jinnah, que Indostán adoptara el nombre de India era "engañoso y pretende crear confusión". También se opuso al uso del nombre India por parte del nuevo país, la República de la India, En referencia a la moderna nación de la República de la India ya que causaría confusión respecto a la historia.  El desacuerdo tuvo importantes implicaciones para la identidad nacional y el reconocimiento internacional.

## Origen del nombre
El nombre India procede de la palabra Ἰνδική del griego antiguo. (Indikē) (cf. Obra de Megastenes Indica.)o Ἰνδία (Indía), mediante transliteración en latín India. El nombre significa históricamente la tierra del río Indo, que hoy se encuentra principalmente en Pakistán y es el río nacional del país. 

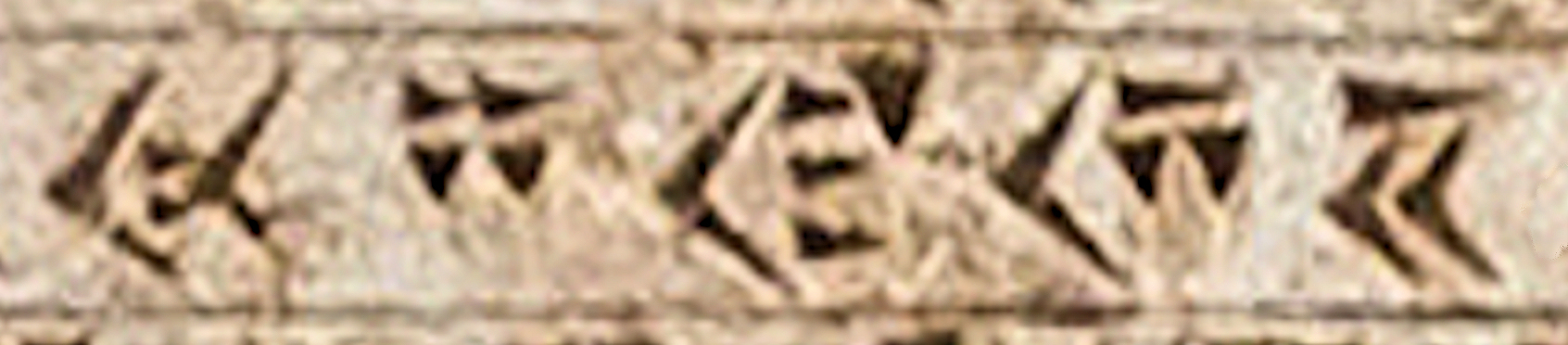
El nombre Hindūš (𐏃𐎡𐎯𐎢𐏁) en cuneiforme persa antiguo en la inscripción de ADN de Darío el Grande (c. 490 a. C.). Se refiere al bajo valle del Indo (Sind) en el antiguo Pakistán.

El nombre India procede en última instancia del sánscrito Sindhu, que es otro nombre para el río Indo y la cuenca baja del Indo (Sindh, Pakistán). La palabra persa antiguo para Síndhu era Hindu. Darío I conquistó Sindh alrededor del año 516 a. C., tras lo cual se utilizó la palabra persa Hinduš para designar la zona de la cuenca inferior del Indo en el Antiguo Pakistan.  Scylax de Caryanda, que exploró los Indus para el emperador Persa, tomó el nombre persa Hinduš y lo pasó al griego. Los términos Indos (Ἰνδός) para referirse al río Indo e Indio are son mencionados en las Geografías de Hecateo de Mileto y Herodoto. La pérdida del sonido /h/ probablemente se debió a los dialectos griegos hablados en Asia Menor. Hecataeo utilizaba el término "India" e "Indios" en un sentido estricto para los grupos que habitaban en Sindh (Antiguo Pakistan) only. Más tarde, Heródoto amplió y utilizó el término "indio" para la gente de la cuenca baja del Indo (Pakistán moderno) y todas las personas que viven al este de Persia Imperio Persa, a pesar de que no conocía la geografía de la tierra. 
En la época de Alejandro, Indía en griego koiné significaba la región más allá del Indo. Los compañeros de Alejandro llamaron India a la cuenca del río Indo, que se encuentra principalmente en Pakistán. Más tarde, Megástenes incluyó en la India las zonas situadas más allá de la cuenca del Indo, incluida la Cuenca del Ganges. Cuando los  británicos llegaron a Asia Meridional, adoptaron el término India y lo utilizaron para referirse a todo el subcontinente. Esto llevó a la confusión del nombre "India", ya que se asoció con la Colonia británica que incluía tanto Pakistán como la moderna República de la India.  Después de la partición de la India, la moderna República de la India tomó el nombre colonial que originalmente pertenecía a lo que hoy es Pakistán (Valle del Indo).